# Liste der Monuments historiques in La Cluse-et-Mijoux
Die Liste der Monuments historiques in La Cluse-et-Mijoux führt die Monuments historiques in der französischen Gemeinde La Cluse-et-Mijoux auf.

## Liste der Immobilien
| Bezeichnung               | Beschreibung | Standort                              | Kennzeichnung | Schutzstatus | Datum | Bild           |
| ------------------------- | --- | ------------------------------------- | ------------- | ------------ | ----- | -------------- |
| Château de Joux           | Burg des 11. Jahrhunderts, zwischen 1678 und 1690 durch Sébastien le Prestre de Vauban zur Festung ausgebaut, zwischen 1879 und 1881 als Teil der Barrière de fer erweitert | La Cluse, südlich des Ortes (Lage)    | PA00101629    | Classé       | 1996  | weitere Bilder |
| Fort du Larmont inférieur | auch Fort Mahler; von 1845 bis 1851 angelegt, zwischen 1882 und 1884 erneuert                                                                                               | La Cluse, südöstlich des Ortes (Lage) | PA00101630    | Classé       | 2014  | weitere Bilder |
| Gefallenendenkmal         | 1924/25 erbaut, Entwurf Paul Robbe, Bildhauer Georges Lathier | Le Frambourg, an der N 57 (Lage)      | PA25000097    | Inscrit      | 2022  | weitere Bilder |

## Liste der Objekte
| Bezeichnung                   | Beschreibung | Standort                                         | Kennzeichnung | Schutzstatus | Datum | Bild           |
| ----------------------------- | --- | ------------------------------------------------ | ------------- | ------------ | ----- | -------------- |
| Wandvertäfelung des Chorraums | mit Skulpturen der zwölf Apostel; Holz, 18. Jahrhundert                                                                          | Le Frambourg, in der Kirche St-Pierre (Lage)     | PM25000572    | Classé       | 1962  |                |
| Kanzel                        | Holz, 18. Jahrhundert | Le Frambourg, in der Kirche St-Pierre (Lage)     | PM25000573    | Classé       | 1962  | weitere Bilder |
| Hauptaltar                    | Altartisch, Tabernakel, Exposition, zwei Skulpturen und sechs Altarleuchter; Holz, farbig gefasst und vergoldet, 17. Jahrhundert | Le Frambourg, in der Kirche St-Pierre (Lage)     | PM25001645    | Classé       | 1962  |                |
| Hauptaltar                    | Altaraufbau, Predella, Tabernakel, acht Kariatiden und fünf Skulpturen; Holz, vergoldet, 18. Jahrhundert                         | Chapelle-Mijoux, in der Kapelle St-Claude (Lage) | PM25001646    | Classé       | 1992  |                |
| Zwei Seitenaltäre             | jeweils der Retabel; Holz, farbig gefasst und vergoldet, 18. Jahrhundert                                                         | Le Frambourg, in der Kirche St-Pierre (Lage)     | PM25000571    | Classé       | 1962  |                |